# Machimus erythocnemius
Machimus erythocnemius là một loài ruồi trong họ Asilidae. Machimus erythocnemius được Hine miêu tả năm 1909.